# James Wesolowski
James Peter Wesolowski (Sydney, 25 agosto 1987) è un ex calciatore australiano, di origini polacche, di ruolo centrocampista.

## Carriera

### Club
Nel luglio 2010 passa dal Leicester City al Peterborough United in cambio di 90000 €.